# So Tonight That I Might See
Albums de Mazzy Star
She Hangs Brightly Among My Swan
So Tonight That I Might See est le deuxième album du groupe Mazzy Star. Il a été publié en 1993 par Capitol Records. Toutes les chansons ont été écrites par Hope Sandoval et David Roback exceptée Five String Serenade écrite par Arthur Lee

## Titres
1. Fade into You (4:55)
2. Bells Ring (4:32)
3. Mary of Silence (6:02)
4. Five String Serenade (4:24)
5. Blue Light (5:10)
6. She's My Babe (4:25)
7. Unreflected (3:42)
8. Wasted (5:31)
9. Into Dust (5:36)
10. So Tonight That I Might See (7:19)